# Шептаки (Україна)
Шептаки́ — село в Україні, у Новгород-Сіверській міській громаді Новгород-Сіверського району Чернігівської області. До 2020 орган місцевого самоврядування — Шептаківська сільська рада.
Населення становить 639 осіб.

## Історія
Відоме з першої половини XII ст. У період з 1618 р. до 1648 р., коли Лівобережна Україна була під владою Польщі, володіли польські намісники О. Пісочинський та Ян Куницький.
Шептаківська сотня вперше згадується як адміністративний та військовий підрозділ Ніжинського полку на початку 1654 року. Вочевидь сформувалася між 1651—1653 pp. у складі Новгородського полку (1653—1654 pp.) як друга Новгородська сотня. У 1663 р., при створенні Іваном Брюховецьким Стародубського полку, була введена до його адміністративної території.
1764 року у зв'язку з ліквідацією гетьманства с. Шептаки було виведене з-під гетьманської булави. Населені пункти Шептаківської сотні увійшли до Новгород-Сіверського намісництва.
Станом на 1866 р. — 271 двір, 2235 жителів. За даними на 1859 рік у козацькому й власницькому селі Новгород-Сіверського повіту Чернігівської губернії мешкало 2235 осіб (1084 чоловічої статі та 1151 — жіночої), налічувалось 271 дворове господарство, існували 2 православні церкви, сільське училище, волосне правління, сільська розправа.
Станом на 1886 у колишньому державному й власницькому селі Мамекинської волості мешкало 2121 особа налічувалось 436 дворових господарств, існували 2 православні церкви, 2 постоялих будинки, водяний і вітряний млини.
За даними на 1893 рік у поселенні мешкало 3235 осіб (1607 чоловічої статі та 1628 — жіночої), налічувалось 447 дворових господарства.
За переписом 1897 року кількість мешканців зросла до 2704 осіб (1292 чоловічої статі та 1412 — жіночої), з яких 2683 — православної віри.
У роки Другої Світової війни в боях загинуло 360 жителів с. Шептаків.
12 червня 2020 року, відповідно до розпорядження Кабінету Міністрів України № 730-р «Про визначення адміністративних центрів та затвердження територій територіальних громад Чернігівської області», увійшло до складу Новгород-Сіверської міської громади.
19 липня 2020 року, в результаті адміністративно — територіальної реформи та ліквідації колишнього Новгород-Сіверського району, село увійшло до новоствореного Новгород-Сіверського району Чернігівської області.

## Відомі виходці
В селі народилися:
- Клименко Микола Володимирович (нар. 1930) — український журналіст, письменник.
- Герої Радянського Союзу Максимихін Павло Маркович та Тимошенко Іван Терентійович.

## Церкви
У XVII ст. в Шептаках була заснована козацька Михайлівська церква, яка в середині XIX ст. стала Цвинтарною та Христоріздвяна — гетьманська. У 1774 р. за наказом гетьмана Розумовського в Шептаках замість старої Христоріздвяної церкви була побудована нова Христоріздвяна. Вона зроблена з дерева з дзвіницею, де встановили дзвін вагою 81 пуд, відлитий у Москві на заводі Богданова.